# Microcos antidesmifolia
Microcos antidesmifolia är en malvaväxtart som först beskrevs av George King, och fick sitt nu gällande namn av Karl Ewald Maximilian Burret. Microcos antidesmifolia ingår i släktet Microcos och familjen malvaväxter. Utöver nominatformen finns också underarten M. a. hirsuta.